# Oselce
Oselce (en allemand : Woseletz) est une commune du district de Plzeň-Sud, dans la région de Plzeň, en République tchèque. Sa population s'élevait à 348 habitants en 2022.

## Géographie
Oselce se trouve à 9 km au sud-est de Nepomuk, à 40 km au sud-est de Plzeň et à 90 km au sud-ouest de Prague.
La commune est limitée par Kasejovice au nord et à l'est, par Životice au nord, par Nezdřev et Hradiště au sud-est, par Chanovice et Kvášňovice au sud et par Nekvasovy, Chlumy et Mileč à l'ouest.

## Histoire
La première mention écrite de la localité date de 1388.

## Administration
La commune se compose de trois sections :
- Kotouň
- Nová Ves
- Oselce

## Galerie

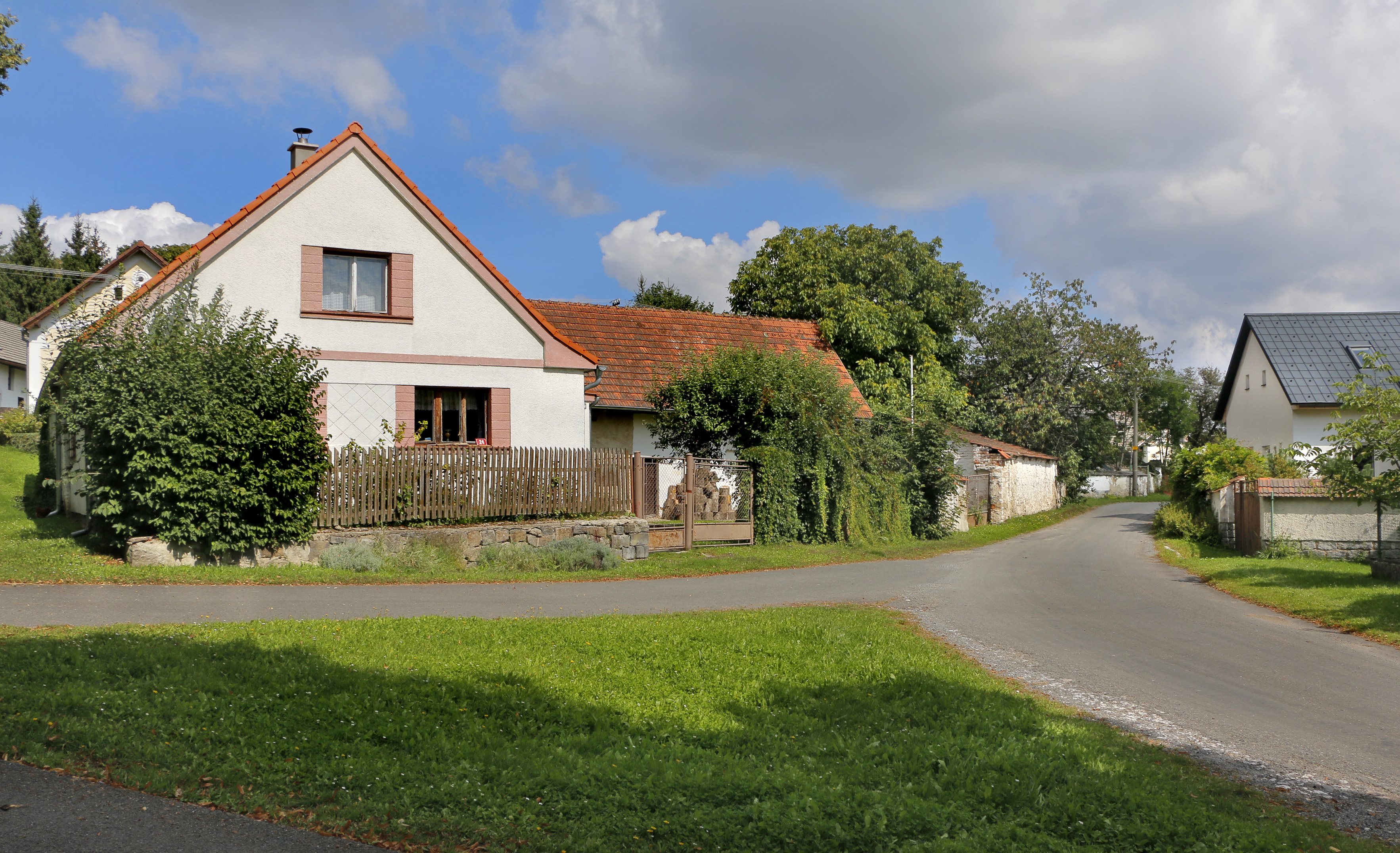
Nová Ves.
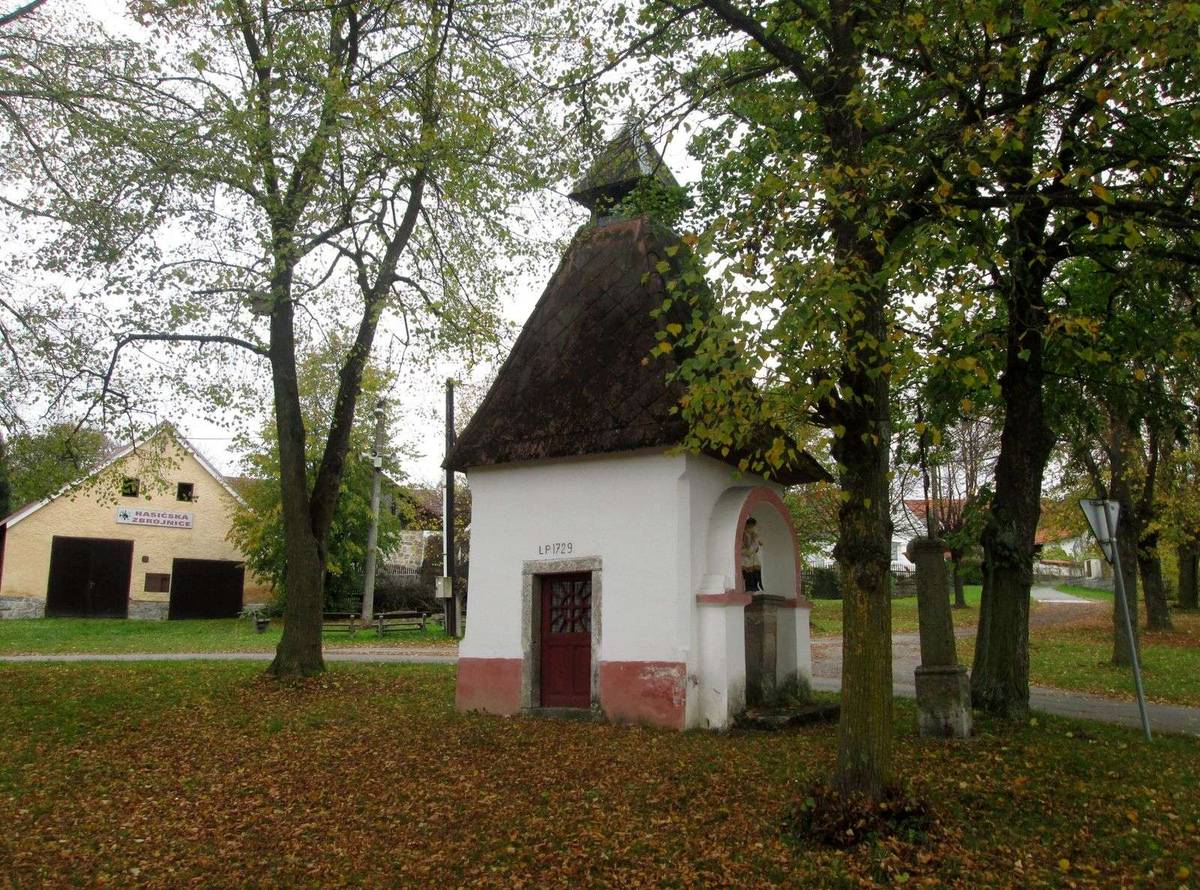
Chapelle à Nová Ves.

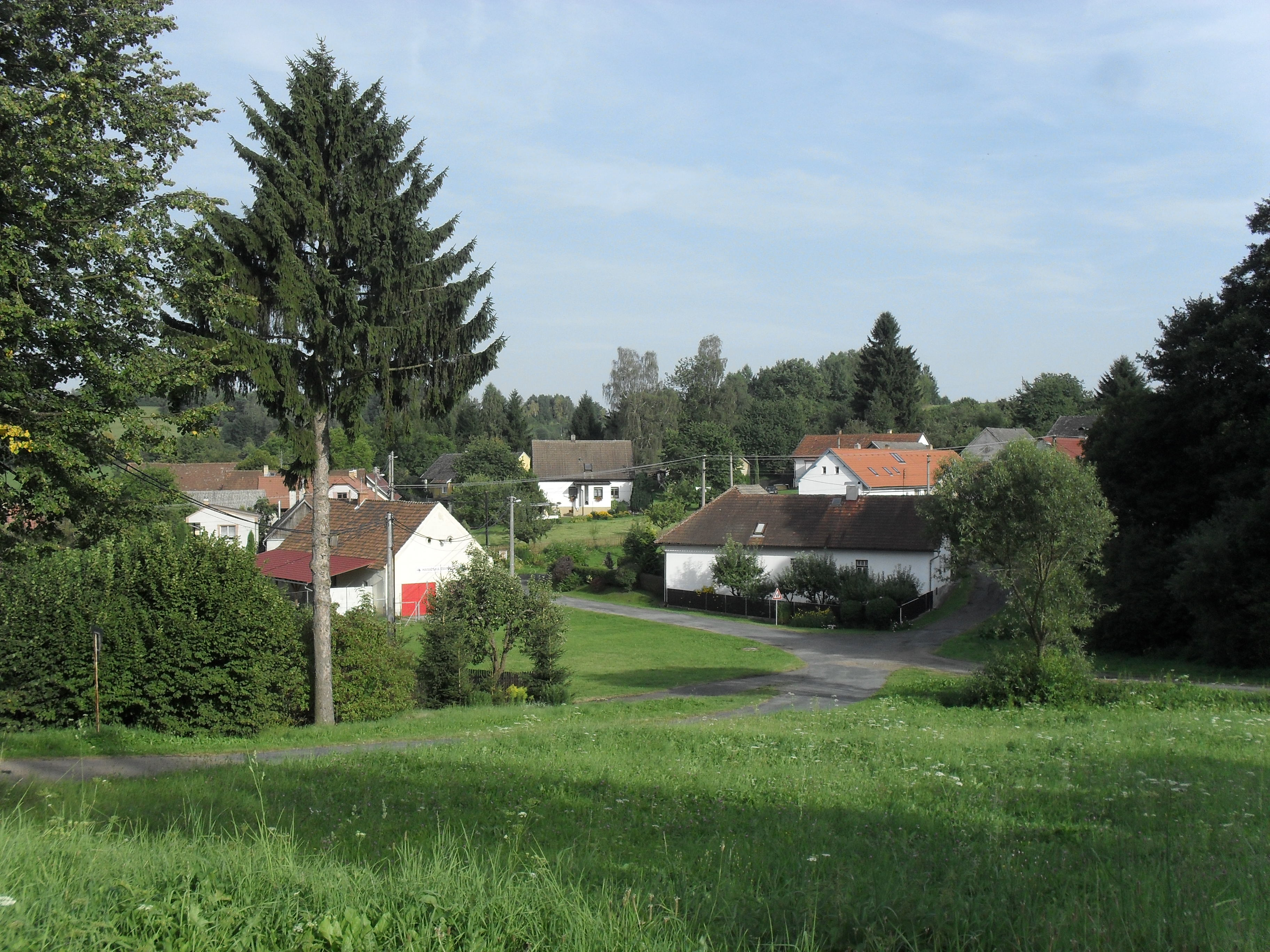
Kotouň.
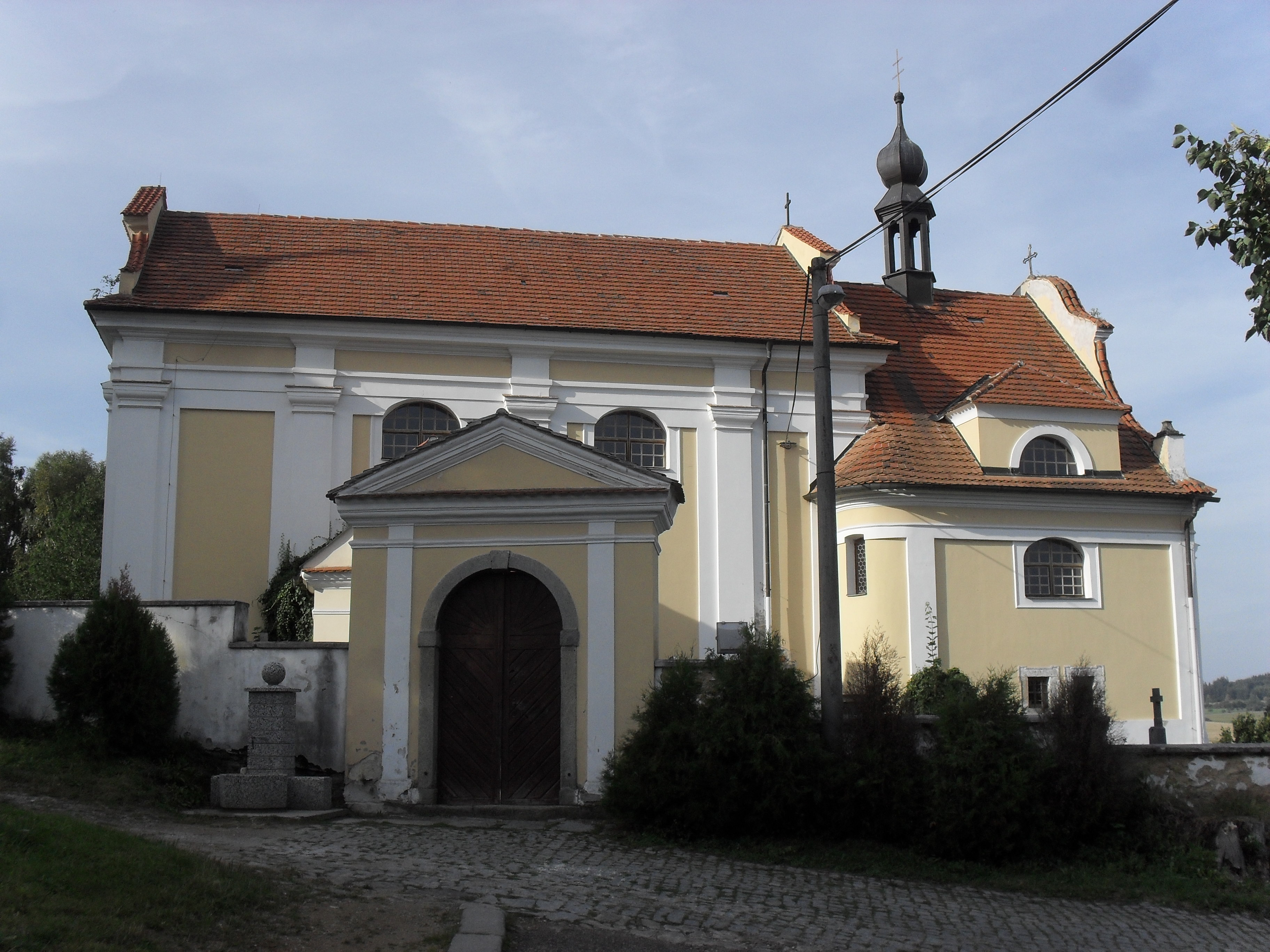
Église de Kotouň.

## Transports
Par la route, Oselce se trouve à 11 km de Nepomuk, à 47 km de Plzeň et à 104 km de Prague. 